# West St. Paul (Minnesota)
West St. Paul es una ciudad ubicada en el condado de Dakota en el estado estadounidense de Minnesota. En el Censo de 2010 tenía una población de 19.540 habitantes y una densidad poblacional de 1.503,47 personas por km².

## Geografía
West St. Paul se encuentra ubicada en las coordenadas 44°54′9″N 93°5′7″O / 44.90250, -93.08528. Según la Oficina del Censo de los Estados Unidos, West St. Paul tiene una superficie total de 13 km², de la cual 12.73 km² corresponden a tierra firme y (2.07%) 0.27 km² es agua.

## Demografía
Según el censo de 2010, había 19540 personas residiendo en West St. Paul. La densidad de población era de 1.503,47 hab./km². De los 19540 habitantes, West St. Paul estaba compuesto por el 78.03% blancos, el 5.96% eran afroamericanos, el 0.85% eran amerindios, el 2.17% eran asiáticos, el 0.06% eran isleños del Pacífico, el 8.65% eran de otras razas y el 4.28% pertenecían a dos o más razas. Del total de la población el 19.46% eran hispanos o latinos de cualquier raza.